# 尤睦佳·泽登巴尔
尤睦佳·泽登巴尔（發音：[jomˌt͡ɕaɟiŋ ˈt͡sʰɪtm̩pɐɮ]；1916年9月17日—1991年4月20日），生于今蒙古国乌布苏省达布斯特县（属杜爾伯特部所在地），蒙古人民共和国政治家，曾任蒙古人民革命党中央委员会总书记（最高领导人）、蒙古大人民呼拉尔主席团主席（国家元首）、部长会议主席（政府首脑）。

## 生平

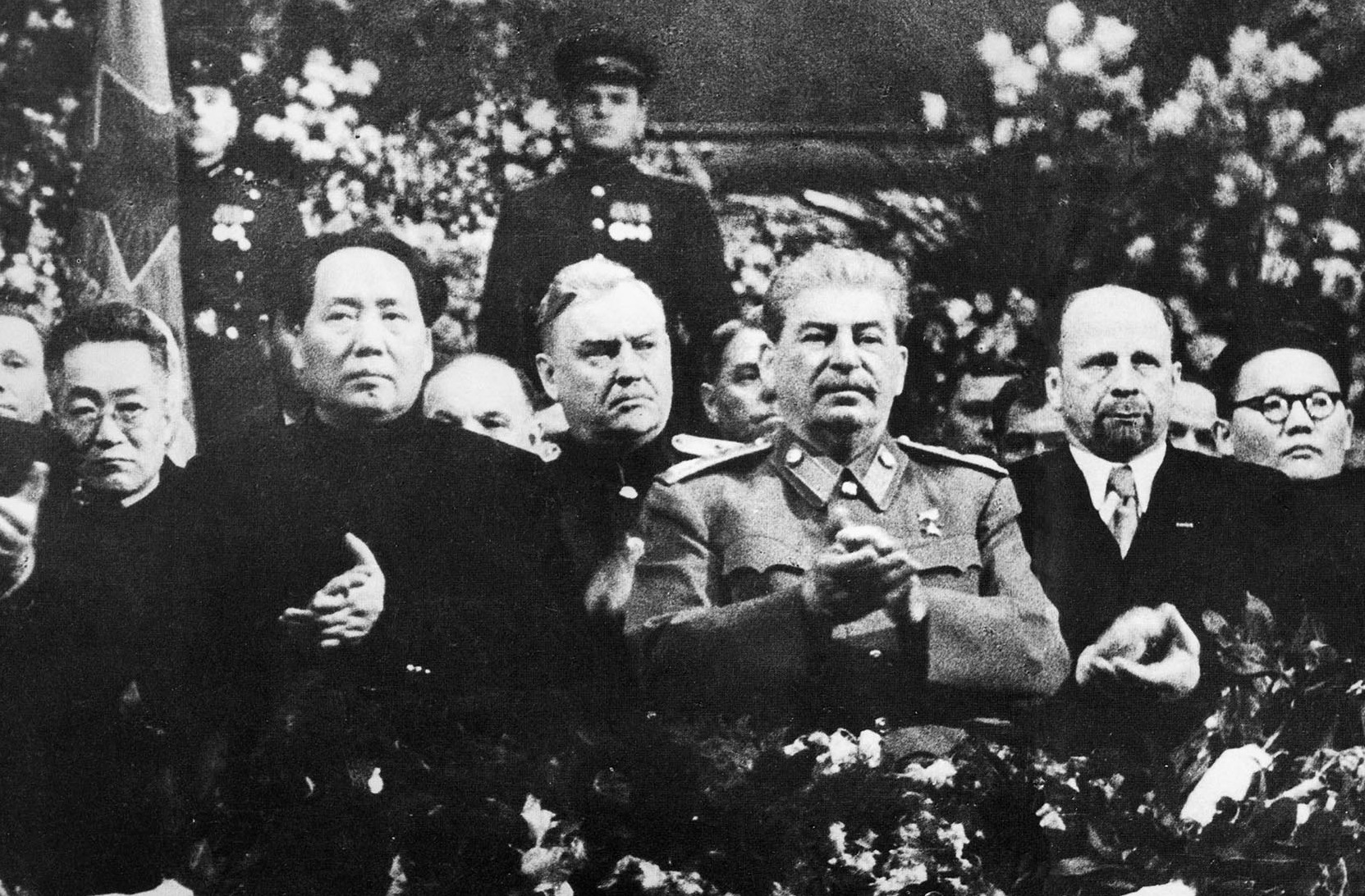
1949年12月蘇共總書記斯大林71歲生日，出席生日慶典的有蘇聯元帥布爾加寧（左三）、中國共產黨中央委員會主席毛澤東（左二）、德國統一社會黨第一書記烏布利希（左五）、蒙古人民革命党总书记泽登巴尔（最右）、師哲（毛澤東翻譯）（最左）

1929年至1938年，泽登巴尔在苏联伊尔库茨克中学和财经学院学习。毕业归国后，一度在乌兰巴托市财经专科学校任教。1940年，蒙古人民革命党第十次代表大会起，泽登巴尔当选为历届中央委员和中央主席团（1943年起改称政治局）委员。1940年至1954年4月，任蒙古人民革命党乌兰巴托市委第一书记。1958年11月召开的蒙古人民革命党十三届二中全会起，任蒙古人民革命党中央委员会总书记，是继霍尔洛·乔巴山后的长期领导蒙古的领导人。
1941年至1945年，泽登巴尔任蒙古人民军副总司令兼政治部主任，中将军衔。1945年至1946年，任国家计划委员会主席。1946年，任部长会议副主席。1952年5月至1974年6月，任部长会议主席。1976年9月，获大将军衔。1979年8月14日，大人民呼拉尔主席授予泽登巴尔蒙古人民共和国元帅军衔。泽登巴尔曾任国防委员会主席。
泽登巴尔曾在乔巴山身边工作过很长时间，学会了对付潜在竞争者的办法。但他清除的竞争对手不多，主要包括1959年的达希·丹巴、1962年的达拉姆·图木尔奥其尔、1963年的鲁布桑策伦·曾德、1964年的“洛呼兹、宁布、苏尔玛扎布反党集团”、1982年的巴扎尔·锡林迪布、1983年的桑丕勒·扎兰阿扎布。他们均被泽登巴尔流放到蒙古国内，而未被处决。
澤登巴爾任內蒙古主權國家地位持續深化，與130個國家建立邦交，1961年加入聯合國。
1984年8月23日，蒙古人民革命党中央委员会举行的非常全会解除了泽登巴尔担任的蒙古人民革命党中央委员会总书记和政治局委员的职务。同日，蒙古大人民呼拉尔第五次会议解除了泽登巴尔的大人民呼拉尔主席团主席职务。此后，泽登巴尔在苏联居住。1990年3月，蒙古人民革命党十九届八中全会开除了泽登巴尔的党籍。
1990年4月20日，蒙古大人民呼拉尔主席团决定，取消过去授予泽登巴尔的“蒙古人民共和国元帅”等称号。该决定是根据蒙古人民革命党十九届八中会全对泽登巴尔的结论及国家机关、群众团体、党员和劳动群众的意见作出的。大人民呼拉尔主席团同时决定，取消泽登巴尔的妻子（苏联籍）费拉托娃的 “蒙古人民共和国功勋文化活动家”的称号。此后，泽登巴尔夫妇移居苏联。
1991年4月20日，泽登巴尔在苏联莫斯科逝世。
1997年10月蒙古国总统那楚克·巴嘎班迪发布命令，恢复泽登巴尔的名誉。

## 家庭
- 妻子：阿娜斯塔西亚·费拉托娃